# Українці Хорватії (книга)

Обкладинка книжки «Українці Хорватії» (2002 р.)

Українці Хорватії (хорв. Ukrajinci Hrvatske) — книжка, надрукована українською мовою з подвійним українсько-хорватським титулом, видана в Загребі у 2002 році Культурно-просвітницьким товариством русинів та українців Загреба, що є частиною організації Союзу русинів та українців Республіки Хорватія .
Книжка представляє складену групою коротку історію поселень та діяльності українців і русинів на хорватських територіях, їхню суспільно-політичну роль до Другої світової війни, потім у межах колишньої Югославії, а потім сучасної Хорватії.
Книжку редагували українські громадські активісти Славко Бурда та Борис Гралюк. Її можна взяти у користування у Центральній бібліотеці русинів та українців у Загребі, у приміщеннях Союзу русинів та українців Республіки Хорватія або в приміщеннях Української громади Республіки Хорватія .